# Georges Frisch
Pour les articles homonymes, voir Frisch.

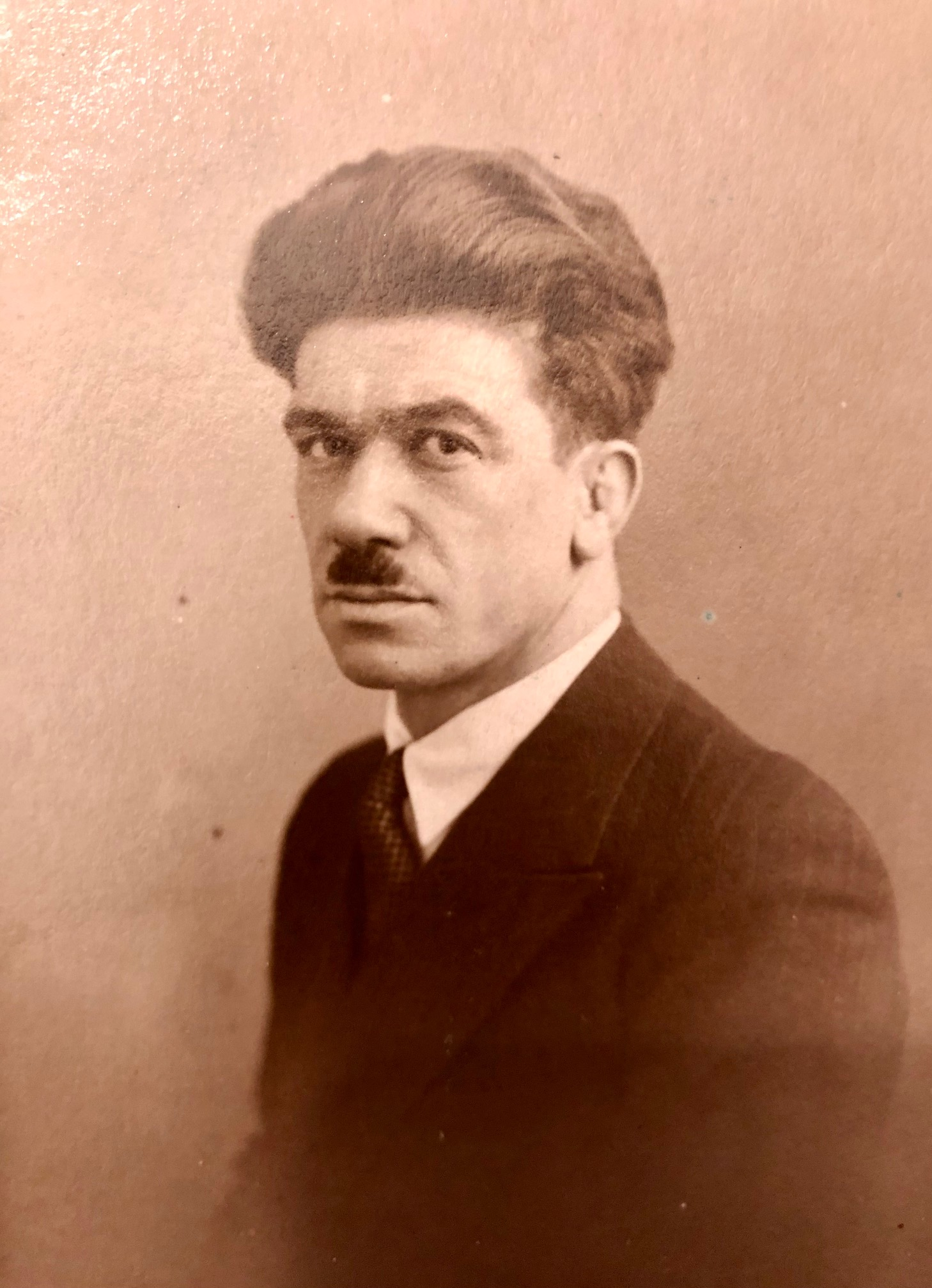
Georges Frisch en 1936

Georges Frisch est un rameur d'aviron français.
Il est né le 20 juillet 1900 à Budapest. Il a été naturalisé en 1922. Marié à Georgette Henry en 1934, il exerce la profession de fourreur en parallèle d'une carrière de rameur.
Il est père de deux enfants, Danielle et Marie-France Frisch.

## Carrière
Georges Frisch remporte la médaille d'or en deux de couple avec Louis Hansotte aux Championnats d'Europe d'aviron 1933 à Budapest et la médaille d'argent dans le même épreuve aux Championnats d'Europe d'aviron 1934 à Lucerne.

## Notes et références

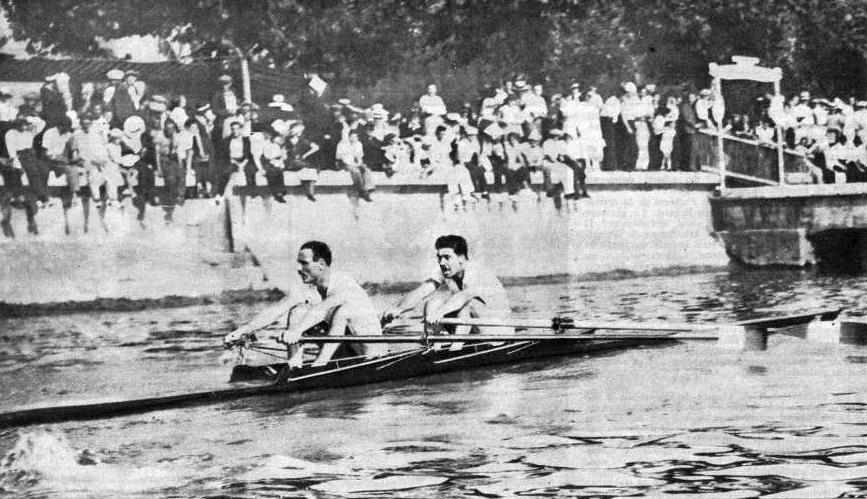
Georges Frisch et Louis Hansotte en 1933 lors des championnats d'Europe d'aviron

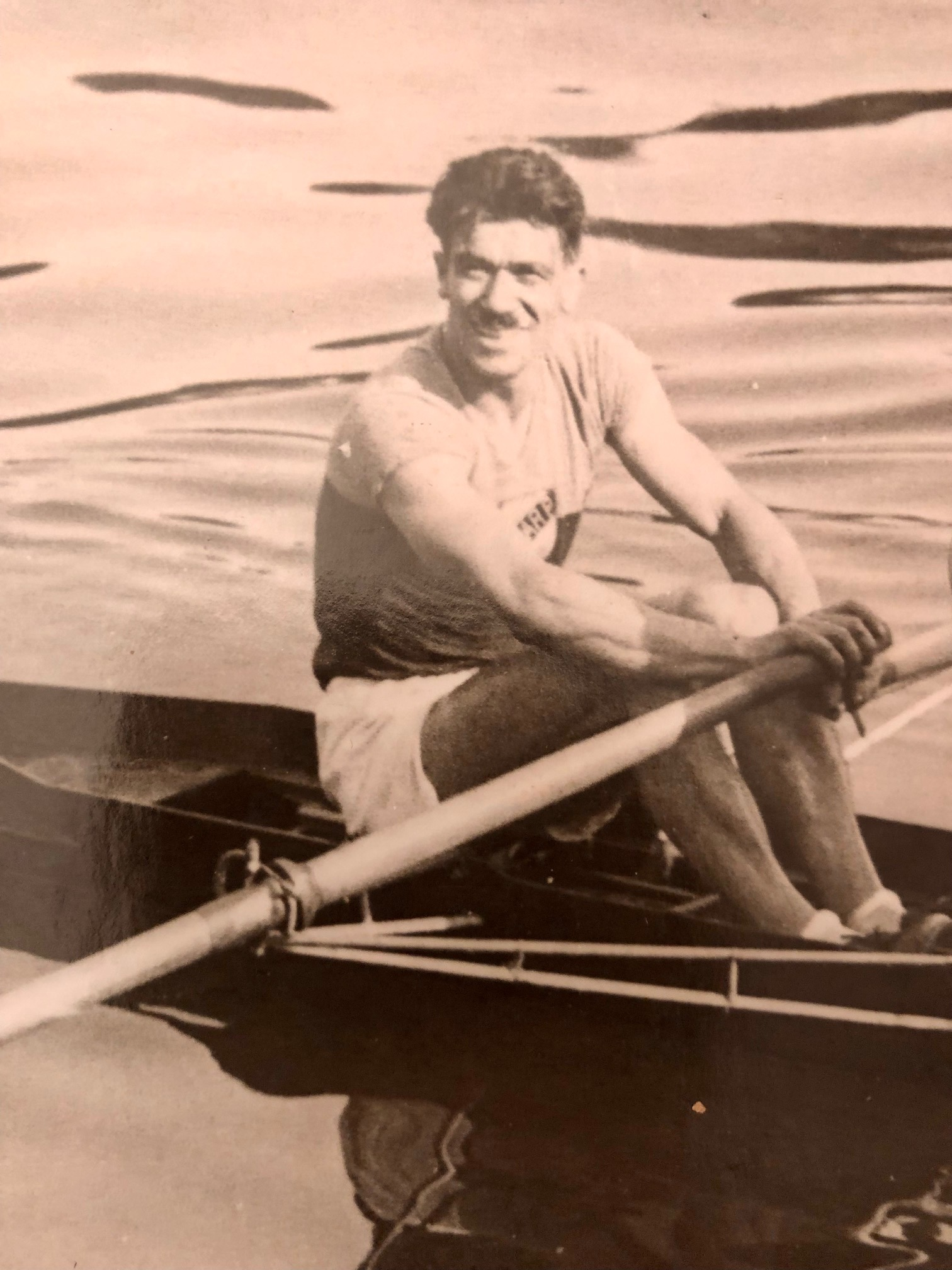
Georges Frisch dans son double scull en 1936